# 清溪街道 (南充市)
清溪街道，是中华人民共和国四川省南充市高坪区下辖的一个乡镇级行政单位。

## 行政区划
清溪街道下辖以下地区：
高坪社区、祖师庙社区、河东街社区、打铁垭村、柏果村、茅草坪村、炮房沟村、王家店村、龙头寺村和北斗坪村。